# La Chapelle-Hullin
Vous lisez un « bon article » labellisé en 2012.
Pour les articles homonymes, voir La Chapelle.
Ne doit pas être confondu avec La Chapelle-Heulin.
La Chapelle-Hullin est une ancienne commune française, située dans le département de Maine-et-Loire en région Pays de la Loire.
La Chapelle-Hullin est une commune rurale du Haut-Anjou, établie dans une vallée délimitée par deux crêtes et traversée par l'Araize. Bourg agricole du canton de Pouancé, plus éloigné que les autres villages des deux communes actives économiquement que sont Pouancé et Combrée, le village subit l'exode rural, perdant la plupart de ses habitants au XXe siècle. Cet exode se poursuit encore au XXIe siècle, notamment chez les jeunes. Ses habitants sont appelés les Castel-Hullinois.
Depuis le 15 décembre 2016, le territoire appartient à la commune d'Ombrée d'Anjou.

## Géographie

### Localisation

Localisation de La Chapelle-Hullin dans le département de Maine-et-Loire.

La commune est située dans le Haut-Anjou, à environ 8 km au nord-est de Pouancé, le chef-lieu de canton, et environ 19 km au nord-ouest de Segré, la sous-préfecture. Elle est limitrophe du département de la Mayenne, au nord.

### Topographie, géologie et relief

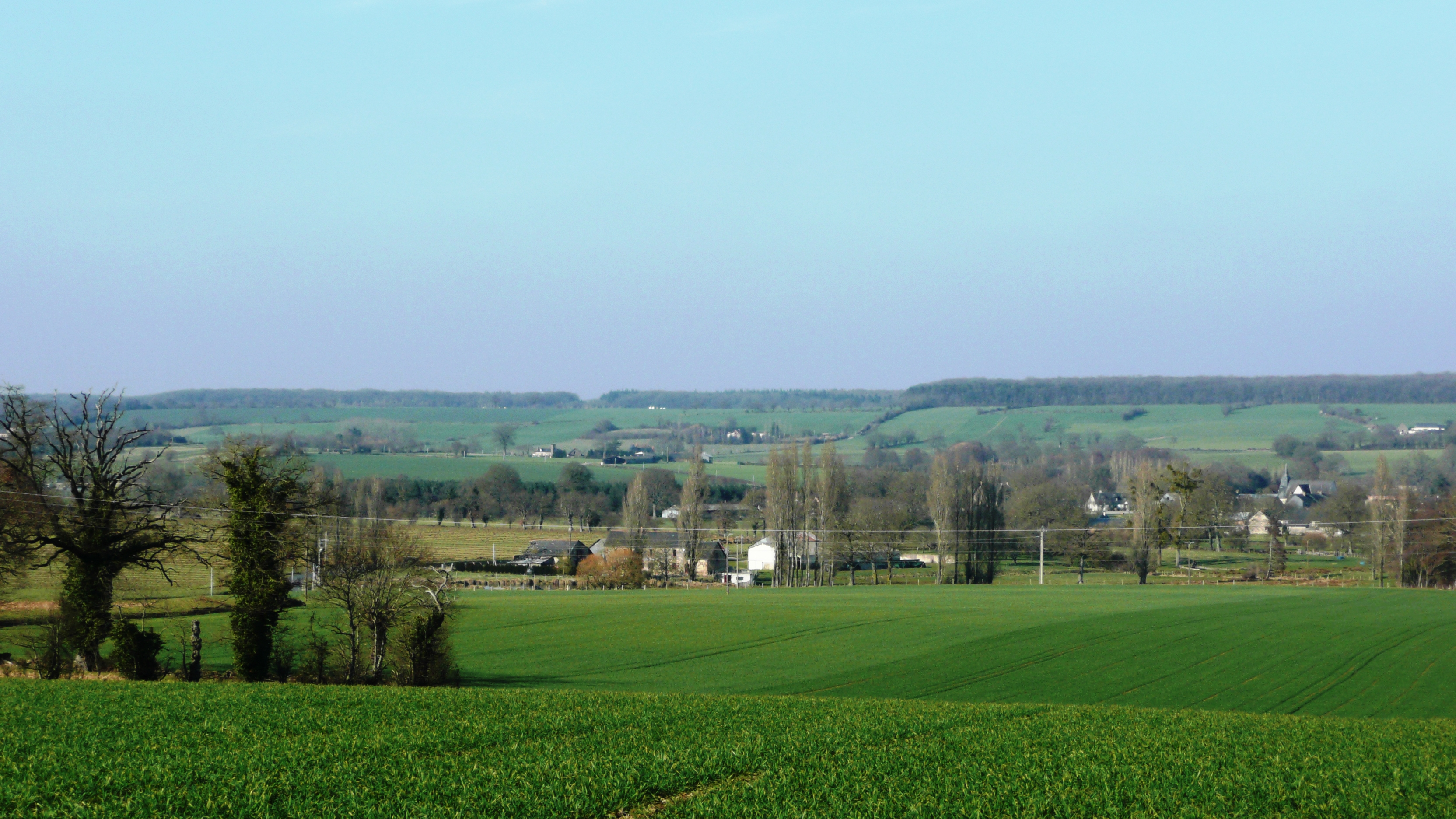
Vue des alentours de La Chapelle-Hullin. Le village se trouve à droite.

La Chapelle-Hullin fait partie de l'unité paysagère du Segréen, et plus particulièrement de la sous-unité paysagère du Pouancéen, qui se caractérise par un paysage vallonné, aux ondulations orientées d'est en ouest où le maillage bocager tend à se densifier au fur et à mesure que l'on descend dans les vallons. Sur le plan géologique, la commune se trouve sur un terrain schisteux, de formation silurienne provenant du massif armoricain. Une partie de la commune, au sud-est, est recouverte par la forêt d'Ombrée.
La commune se situe entre deux lignes de crête. Au nord, l'altitude culmine à 100 mètres, et descend progressivement jusqu'au bourg même de la commune, qui se situe à 56 mètres d'altitude. Le terrain remonte ensuite vers la seconde crête, dont l'altitude varie entre 92 et 101 mètres.

### Hydrographie

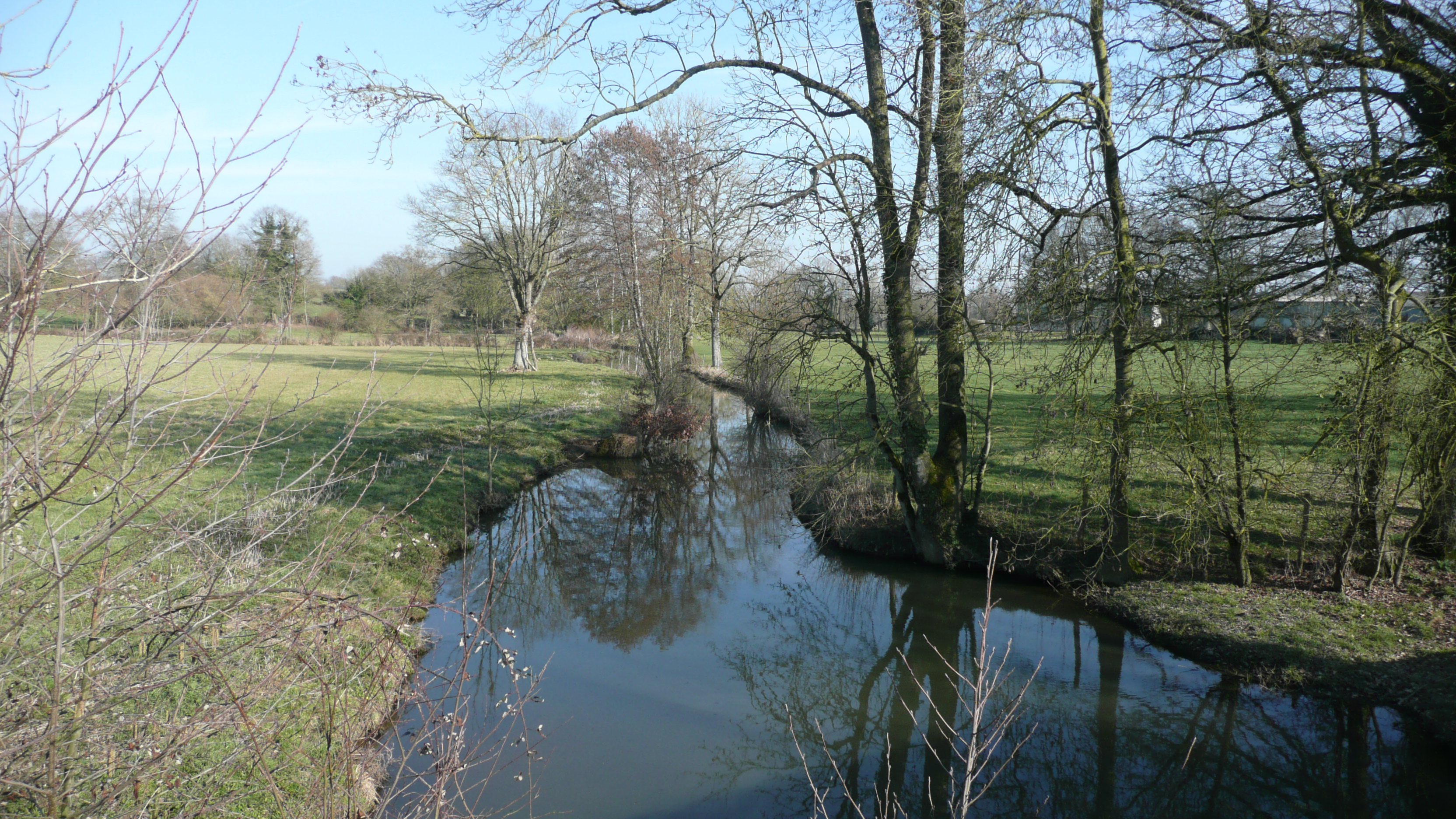
L'Araize, traversant la commune.

La commune est traversée d'ouest en est par l'Araize. La rivière est rejointe par le ruisseau de la Roche et le ruisseau des Fontaines Livet qui coulent du nord au sud, et par le ruisseau de la Couleuvraie, qui forme une partie de la frontière est de la commune avec Grugé-l'Hôpital. Au sud, le ruisseau de l'étang Gérard forme la frontière avec Vergonnes.

### Climat
La région du Haut-Anjou est caractéristique de la « douceur angevine ». Le climat du Maine-et-Loire étant un climat de transition entre le climat océanique de la côte atlantique et le climat continental de la Touraine, les hivers y sont doux et les étés agréables. À l'arrivée des perturbations venant de l'océan, le Haut-Anjou et La Chapelle-Hullin sont en première ligne. Le nombre de jours avec précipitations y oscille entre 140 et 150 par an.

### Voies de communication et transports

#### Réseau routier
Seules deux routes départementales permettent d'accéder à la commune. La route départementale D 180 pénètre sur le territoire de la commune au sud-est, depuis Grugé-l'Hôpital et repart en direction de Chazé-Henry à l'ouest. La route départementale D 112 est reliée au sud, sur la commune de Vergonnes, à l'axe Angers-Rennes en 2×2 voies, la D 775. La D 112 traverse la commune du sud au nord vers la Mayenne. Ces deux départementales se croisent au niveau du bourg de La Chapelle-Hullin.

#### Transport en commun
Aucune ligne du réseau Anjou Bus ne traverse la commune. Les lignes les plus proches sont les lignes 1 Châteaubriant ↔ Segré ↔ Angers et 10 Angers ↔ Segré ↔ Rennes. Ces lignes empruntent toutes la D 775. Un arrêt est fait à Vergonnes pour la ligne 1 et à Pouancé pour la ligne 10. Cependant, le service de transport à la demande permet aux habitants de relier, depuis la Chapelle-Hullin, Pouancé, Combrée et Segré.
Le transport scolaire est géré par le conseil général de Maine-et-Loire. Un arrêt est programmé à La Chapelle-Hullin pour se rendre aux écoles de Chazé-Henry.

## Urbanisme

### Morphologie urbaine
Le bourg de la Chapelle-Hullin s'organise autour du carrefour des routes départementales et de l'église, en suivant le tracé des voies routières. Le cimetière se trouve à la sortie sud-est du bourg, le long de la D 180. L'habitat est très dispersé, et l'on compte une trentaine de lieux-dits habités ou anciennement habités, avec le plus souvent une unique habitation ou exploitation agricole.

### Logements
En 2008, les 61 logements de la commune sont à 75,4 % des résidences principales, uniquement des maisons. Il y a quatre logements vacants en 2008 contre six en 1999. Les habitants sont majoritairement propriétaires (84,8 %) et 15,2 % sont locataires. La grande majorité des résidences principales (73,9 %) datent d'avant 1949.
Plus de la moitié (69,6 %) des ménages en 2008 occupent leur résidence principale depuis dix ans ou plus. Sur le total des 46 résidences principales, 33 (71,7 %) possèdent plus de cinq pièces. Le nombre moyen de pièces se situe à 5,1 en 2008. La très grande majorité des résidences (97,8 %) possèdent une salle de bain disposant d'une baignoire ou d'une douche. Pour le chauffage, seules 4,3 % des résidences possèdent un chauffage individuel tout électrique, 41,3 % possèdent un chauffage central individuel. Enfin, 65,2 % des résidences possèdent au moins un emplacement de stationnement et 95,7 % des ménages sont équipés d'au moins une automobile.

### Projets d'aménagement
Fin 2011, un projet de lotissement, le premier dans la commune, est en réflexion.

## Toponymie
La commune est mentionnée dès 1072 sous la forme latinisée Capella, puis  Parochia Capelle sur le cartulaire de la Roë. Le déterminant complémentaire n'apparaît qu'en 1140, où il est fait mention de Capella Hugonis, puis de Capella Hugolini en 1180.
Le terme chapelle est formé à partir du mot latin capa, en référence à la relique de la chape de saint Martin de Tours, suivi du suffixe diminutif -ella. Le mot capella a été utilisé en latin médiéval, dès le IXe siècle, pour désigner d'autres édifices religieux n'ayant pas les pleins droits paroissiaux. La forme du français central chapele est attestée dès 1100 (Chanson de Roland, édition J. Bédier, 2917). La différence entre le groupe [ka] initial, noté Ca-, des attestations latines et le [ʃa] du français, noté Cha-, s'explique par l'évolution de la langue d'oïl (palatalisation) au sud de la ligne Joret,. L'élément Hullin provient quant à lui du nom de personne d'origine germanique Hugolin, hypocoristique de Hugo.

## Histoire

### Préhistoire et Moyen Âge
Hormis l'éventuelle présence de mégalithes suggérée par le toponyme du lieu-dit de « La Pierre », aucune trace de présence préhistorique ou antique n'a été relevée sur le territoire de la commune. Le territoire du canton de Pouancé, recouvert de vastes forêts, se trouvait à la frontière entre le territoire des Andécaves et celui des Namnètes. On note l'existence au XIIe siècle d'une ancienne voie reliant le village à Bourg-l'Evêque.
Lors de la création du comté d'Anjou, le territoire était sous domination bretonne à la suite du traité d'Entrammes, qui leur concédait les terres jusqu'aux rives de la Mayenne.
Une chapelle, placée sur le territoire de la future commune, appartient durant le haut Moyen Âge aux seigneurs de Vergonnes et de Bouillé-Ménard, avant d'être érigée au XIe siècle en paroisse. Au XIIIe siècle, cette dernière est donnée à l'abbaye bénédictine de Nyoiseau.

### Ancien régime et Révolution

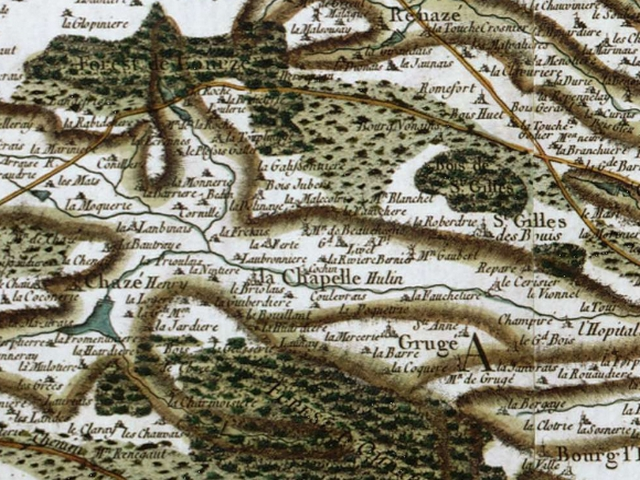
Carte de Cassini, La Chapelle-Hullin et ses environs vers 1780.

À la fin du XVIIIe siècle, la paroisse dépend de la baronnie de Pouancé. Les impositions sur les 45 feux s'élèvent au total à 1 200 livres. Le sol étant mauvais, la pratique agricole est rendue difficile et seul un tiers des terres est cultivé, en avoine principalement. Une épidémie de dysenterie ravage le territoire du Haut-Anjou en 1707.
Dix-sept habitants de la paroisse se réunissent en mars 1789 pour rédiger un cahier de doléances. Celui-ci réclame notamment la suppression de la gabelle, dénonce l'impunité des grands seigneurs dont le gibier détruit les récoltes et qui souhaitent supprimer les privilèges locaux, et l'augmentation de la portion congrue du curé. Ils se plaignent également des dommages causés par la grêle. Le curé de la paroisse prête serment et n'est pas inquiété. La commune est intégrée en 1790 au canton de Bouillé-Ménard, puis après le démantèlement de celui-ci, au canton de Pouancé.

### Époque contemporaine

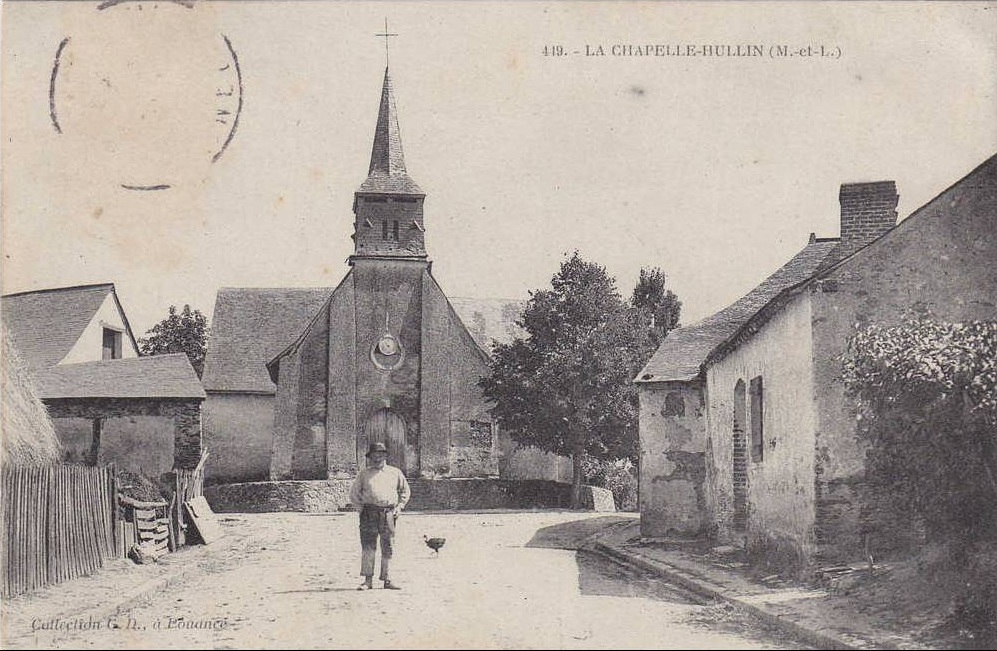
Vue du bourg, au début du XXe siècle.

En 1850, 248 hectares compris entre l'Araize et la limite du département de Maine-et-Loire, appartenant à Chazé-Henry, sont rattachés à la commune de la Chapelle-Hullin. Les bâtiments de la mairie et de l'école sont construits en 1858. La Première Guerre mondiale coûte la vie à 19 hommes de la commune. Pendant la Seconde Guerre mondiale, la commune accueille en 1940 87 réfugiés, dont 79 des départements interdits et 8 de région parisienne. Deux habitants trouveront la mort pendant la guerre.

## Politique et administration

### Tendances politiques et résultats
En 2011, la commune comptait 95 inscrits sur les listes électorales. La population de la commune vote très largement à droite. Celle-ci obtient des scores entre 30 et 56 % lors des élections législatives, régionales et cantonale dès le premier tour, et entre la moitié et les deux tiers des voix aux seconds tours.
Toutes élections confondues depuis 1995, les candidats socialistes n'ont jamais dépassé 46 % des voix aux seconds tours, et obtiennent généralement de l'ordre de 20 % aux premiers tours. Le vote Front national et extrême droite obtient en moyenne 14 %, surpassant la plupart du temps les scores nationaux ou départementaux, l’extrême gauche est aux alentours de 7,5 %, le vote écologiste est marginal, de l'ordre de 5 %.
L'abstention est forte. En moyenne, près d'un tiers des inscrits ne votent pas.
Lors de l'élection présidentielle de 2007, la participation a été de 91,58 %. Nicolas Sarkozy (UMP) a obtenu 65,06 % des voix et Ségolène Royal (PS) 34,94 %. Lors de l'élection présidentielle de 2002, la participation avait été de 77,23 %, Jacques Chirac (RPR) avait obtenu 84,42 % et Jean-Marie Le Pen (FN) 15,58 %.
La Chapelle-Hullin vote dans la septième circonscription de Maine-et-Loire pour l'élection d'un député lors des élections législatives. En 2007, Marc Laffineur (UMP) l'emporte dès le premier tour en obtenant dans la commune 56,14 % des voix, contre 15,79 % pour Silvia Camara-Tombini (PS) avec une participation de 62,11 %. Aux élections législatives de 2002, au deuxième tour, Marc Laffineur (UMP) remporte 66,10 % des voix contre 33,90 % pour J.Noël Gaultier (PS), avec une participation de 60,40 %.
Aux élections régionales de 2010, à l'inverse du département et de la région, La Chapelle-Hullin place au second tour Christophe Béchu (UMP) en tête avec 60,00 % des voix contre 40,00 % pour Jacques Auxiette (PS) participation : 49,49 %. Aux élections régionales de 2004, François Fillon (UMP) l'avait emporté au deuxième tour à 54,00 % contre 46,00 % pour Jacques Auxiette (PS) avec une participation de 61,22 %.

### Administration municipale

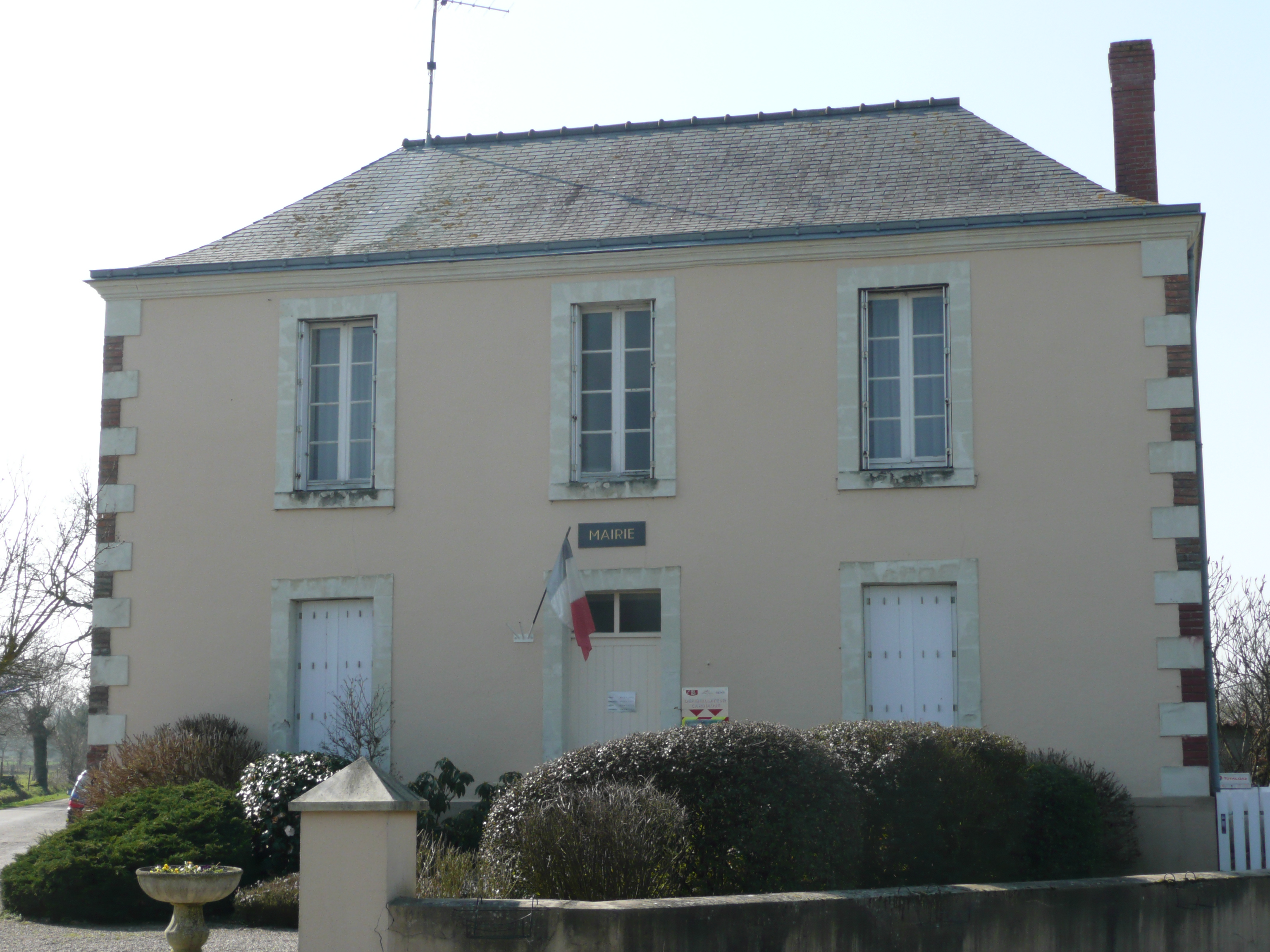
Mairie de La Chapelle-Hullin.

#### Administration actuelle
Depuis le 15 décembre 2016, La Chapelle-Hullin constitue une commune déléguée au sein de la commune nouvelle d'Ombrée d'Anjou et dispose d'un maire délégué.
| Période                                  | Période  | Identité            | Étiquette | Qualité |
| ---------------------------------------- | -------- | ------------------- | --------- | ------- |
| décembre 2016                            | en cours | Dominique Delaunay, |           |         |
| Les données manquantes sont à compléter. |          |                     |           |         |

#### Administration ancienne
La Chapelle-Hullin est située dans le canton de Pouancé, arrondissement de Segré, dans le département de Maine-et-Loire. La commune comptant moins de 500 habitants, son conseil municipal est constitué de 11 élus.
Cinq maires se sont succédé depuis 1945 :
| Période | Période       | Identité            | Étiquette | Qualité     |
| ------- | ------------- | ------------------- | --------- | ----------- |
| 1945    | 1959          | Prosper Chevalier   |           |             |
| 1959    | 1965          | Louis Guetny        |           |             |
| 1965    | 1971          | Alexandre Chevalier |           |             |
| 1971    | 1995          | Louis Jugé          |           | Agriculteur |
| 1995    | 2014          | Thierry Delaunay    | DVD       | Agriculteur |
| 2014    | décembre 2016 | Dominique Delaunay  |           |             |

### Intercommunalité
La commune adhère, comme les autres communes du canton de Pouancé, à un syndicat intercommunal à vocation multiple (SIVM) créé en 1966. Celui-ci devient la communauté de communes de la région de Pouancé-Combrée en 1995. Celle-ci détient notamment des compétences dans la collecte, gestion et traitement de déchets, ainsi que dans la politique du logement.

### Services
Hormis les services administratifs assurés par la mairie, la commune n'a aucun service public sur son territoire. L'ensemble des services publics sont disponibles dans les communes les plus proches. La commune dépend du Centre de secours de Renazé en Mayenne, le plus proche, secondé par ceux de Pouancé et Combrée. Pour la sécurité publique, la commune dépend de la brigade de gendarmerie de Pouancé.

## Population et société

### Démographie

#### Évolution démographique
Dans son Dictionnaire Historique, Géographique et Biographique de Maine-et-Loire, Célestin Port livre le compte de la population de La Chapelle-Hullin sous l'Ancien Régime. La population est exprimée en « feux », c'est-à-dire en foyers de famille. Pour estimer le nombre d'habitants, il faut appliquer un coefficient multiplicateur d'environ 4,5. En 1720, la paroisse comptait 65 feux, pour 295 habitants. En 1789, elle n'en compte plus que 45.

L'évolution du nombre d'habitants est connue à travers les recensements de la population effectués dans la commune depuis 1793. À partir du 1er janvier 2009, les populations légales des communes sont publiées annuellement dans le cadre d'un recensement qui repose désormais sur une collecte d'information annuelle, concernant successivement tous les territoires communaux au cours d'une période de cinq ans. 
Pour les communes de moins de 10 000 habitants, une enquête de recensement portant sur toute la population est réalisée tous les cinq ans, les populations légales des années intermédiaires étant quant à elles estimées par interpolation ou extrapolation. Pour la commune, le premier recensement exhaustif entrant dans le cadre du nouveau dispositif a été réalisé en 2008,.
En 2014, la commune comptait 135 habitants, en évolution de 0 % par rapport à 2009 (Maine-et-Loire : +3,3 %, France hors Mayotte : +2,49 %).
| 1793 | 1800 | 1806 | 1821 | 1831 | 1836 | 1841 | 1846 | 1851 |
| ---- | ---- | ---- | ---- | ---- | ---- | ---- | ---- | ---- |
| 318  | 117  | 163  | 235  | 249  | 240  | 226  | 254  | 412  |

| 1856 | 1861 | 1866 | 1872 | 1876 | 1881 | 1886 | 1891 | 1896 |
| ---- | ---- | ---- | ---- | ---- | ---- | ---- | ---- | ---- |
| 438  | 431  | 416  | 393  | 398  | 398  | 402  | 361  | 380  |

| 1901 | 1906 | 1911 | 1921 | 1926 | 1931 | 1936 | 1946 | 1954 |
| ---- | ---- | ---- | ---- | ---- | ---- | ---- | ---- | ---- |
| 356  | 310  | 300  | 289  | 317  | 310  | 292  | 274  | 283  |

| 1962 | 1968 | 1975 | 1982 | 1990 | 1999 | 2008 | 2013 | 2014 |
| ---- | ---- | ---- | ---- | ---- | ---- | ---- | ---- | ---- |
| 287  | 245  | 200  | 170  | 145  | 140  | 133  | 137  | 135  |

#### Pyramide des âges
La population de la commune est relativement jeune. Le taux de personnes d'un âge supérieur à 60 ans (10,5 %) est en effet inférieur au taux national (21,6 %) et au taux départemental (21 %).
Contrairement aux répartitions nationale et départementale, la population masculine de la commune est supérieure à la population féminine (51,9 % contre 48,4 % au niveau national et 48,6 % au niveau départemental).
La répartition de la population de la commune par tranches d'âge est, en 2007, la suivante :
| Hommes | Classe d’âge | Femmes |
| ------ | ------------ | ------ |
| 1,4    | 90 ans ou +  | 0,0    |
| 5,8    | 75 à 89 ans  | 4,7    |
| 4,3    | 60 à 74 ans  | 4,7    |
| 23,2   | 45 à 59 ans  | 23,4   |
| 26,1   | 30 à 44 ans  | 25,0   |
| 8,7    | 15 à 29 ans  | 14,1   |
| 30,4   | 0 à 14 ans   | 28,1   |

| Hommes | Classe d’âge | Femmes |
| ------ | ------------ | ------ |
| 0,4    | 90 ans ou +  | 1,2    |
| 6,3    | 75 à 89 ans  | 9,2    |
| 11,8   | 60 à 74 ans  | 13,0   |
| 19,9   | 45 à 59 ans  | 19,4   |
| 20,6   | 30 à 44 ans  | 19,5   |
| 20,3   | 15 à 29 ans  | 19,1   |
| 20,6   | 0 à 14 ans   | 18,6   |

### Enseignement
Une école publique est construite en 1858, en même temps que le bâtiment de la mairie. Une école privée mixte est fondée en 1951, tenue par les sœurs de Torfou. Aujourd'hui, aucune école publique ou privée n'est en fonction à La Chapelle-Hullin, l'école élémentaire la plus proche se trouve à Chazé-Henry. Les collèges se trouvent à Pouancé et les lycées se situent à Châteaubriant ou Segré. Un arrêt de bus scolaire est en place à La Chapelle-Hullin pour se rendre aux écoles de Chazé-Henry.
La commune ne possédant pas d'école, elle participe financièrement à la scolarisation des élèves devant étudier dans les communes voisines, pour un montant de 600 € par élève  pour l'année scolaire 2011-2012.

### Santé
Aucun médecin ni infirmier n'est installé à La Chapelle-Hullin. Les plus proches sont à Pouancé, de même que l'hôpital. Les cliniques les plus proches se situent à Châteaubriant ou Segré, de même que le service maternité.

### Sports

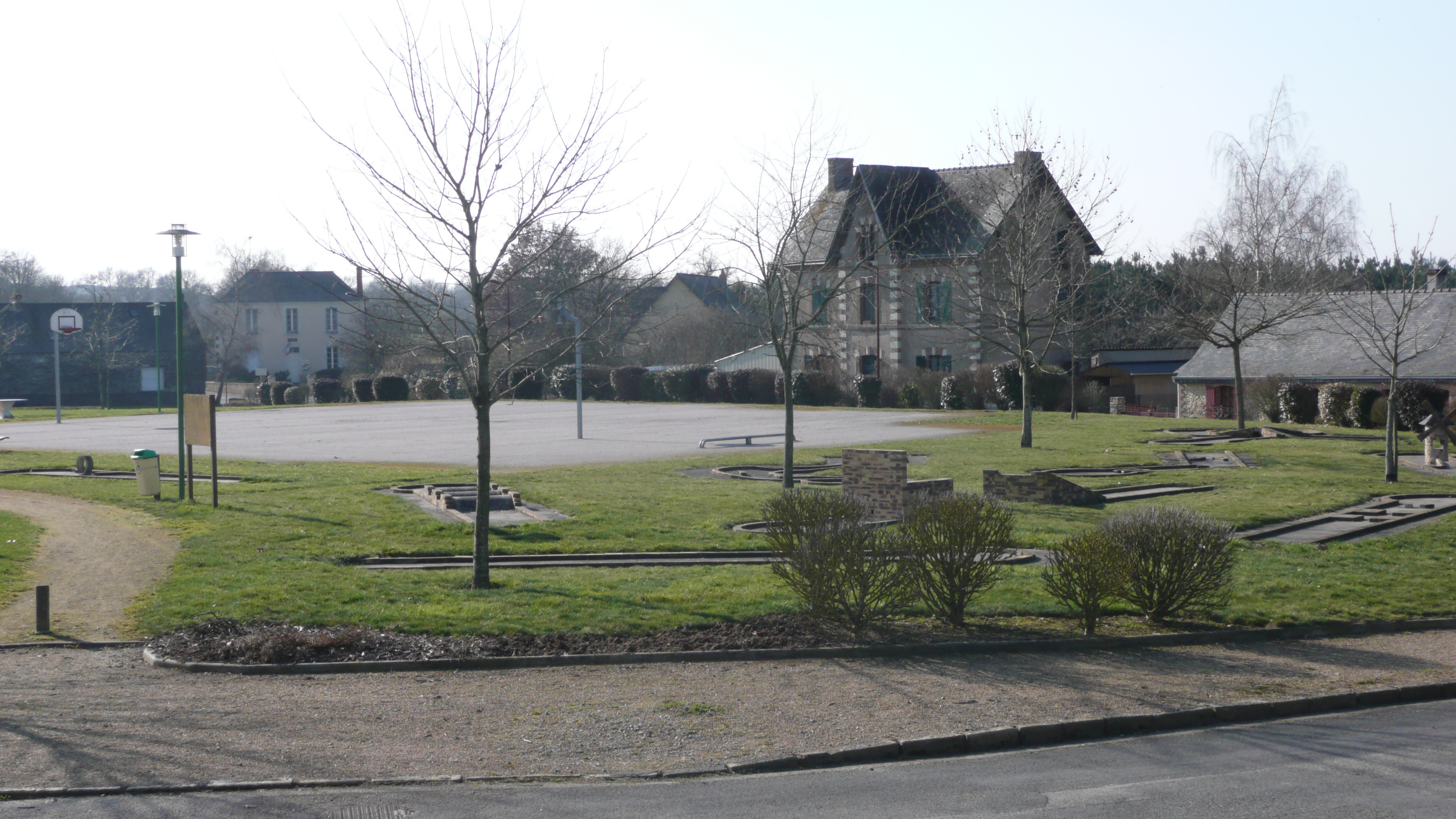
Minigolf et terrain de basketball dans le bourg.

Les équipements sportifs de la commune sont un parcours de minigolf et un terrain de basketball.

## Économie

### Revenus de la population et fiscalité
En 2008, le taux d'activité des 15 à 64 ans s'élevait à 72,3 %, légèrement inférieur à la moyenne départementale (73 %). Le taux de chômage s'élevait à 3,3 %, très inférieur aux 9,6 % de la moyenne départementale à la même époque.
En 2008, seuls 26 des 58 foyers fiscaux étaient imposables et le revenu net déclaré moyen par foyer fiscal était de 18 835 €, bien inférieur aux 21 479 € de la moyenne départementale.

### Agriculture
On compte 15 exploitations agricoles en activité sur la commune en 2000. De 1988 à 2000, le nombre d'exploitations diminue, et passe de 23 à 15. La superficie cultivée baisse dans le même temps, mais en moindre mesure, passant de 742 hectares (moyenne 32 hectares par exploitation) à 637 hectares (43 hectares par exploitation). Concomitamment, sur les dix exploitations élevant des bovins, le nombre de têtes passe de 1 091 à 755. Pour les neuf éleveurs de volailles, les volumes augmentent, la production passant de 22 858 à 32 699 volailles.

### Appellations sur le territoire
La commune possède au total une quinzaine d'appellations sur le territoire :
- AOC - AOP Maine-Anjou ;
- IGP Bœuf du Maine ; Cidre de Bretagne ou Cidre breton ; Farine de blé noir de Bretagne - Gwinizh du Breizh ;
- IGP Maine-et-Loire blanc ; Maine-et-Loire rosé ; Maine-et-Loire rouge ; Val de Loire blanc ; Val de Loire rosé ; Val de Loire rouge ;
- IGP Volailles de Janzé ; Volailles de Loué ; Volailles du Maine ; Volailles d’Ancenis ; Œufs de Loué.

### Entreprises et commerces
Selon l'Insee, la commune compte, en 2009, hors exploitations agricoles, deux entreprises, toutes deux exerçant dans le commerce, le transport, et les services divers.
Il n'y a aucun commerce, les plus proches se trouvant à Chazé-Henry. Pour le tourisme, la commune est affiliée au Syndicat d'Initiative du Haut-Anjou Pouancéen, syndicat intercommunal.

## Culture locale et patrimoine

### Lieux et monuments

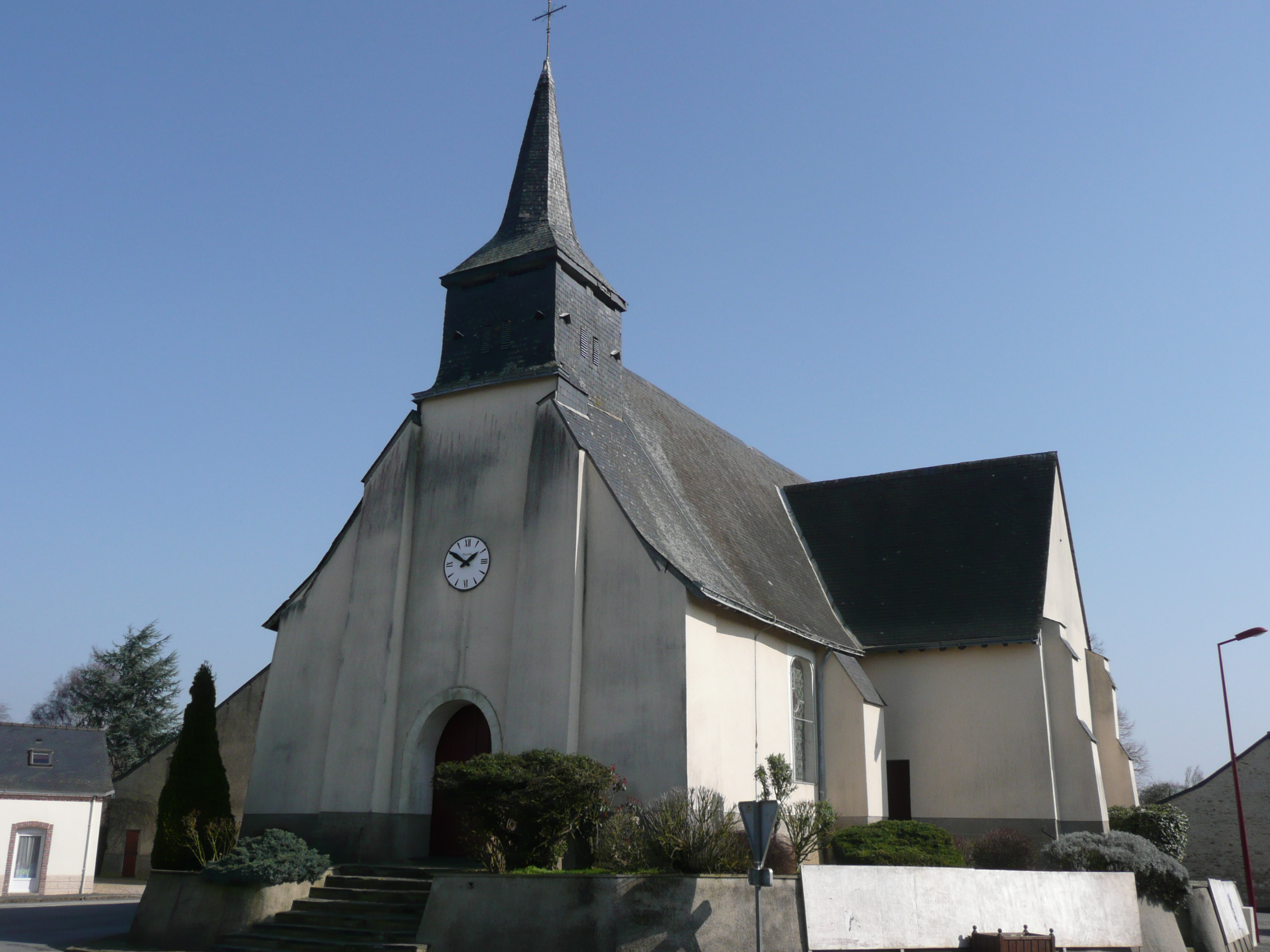
Église Saint-Pierre.

La Chapelle-Hullin possède trois sites recensés à l'inventaire général du patrimoine culturel, mais aucun n'est inscrit ou classé monument historique. Cet inventaire recense une dizaine de fermes et de maisons allant de la seconde moitié du XVIIe siècle à la fin du XIXe siècle ainsi que cinq calvaires du XXe siècle.

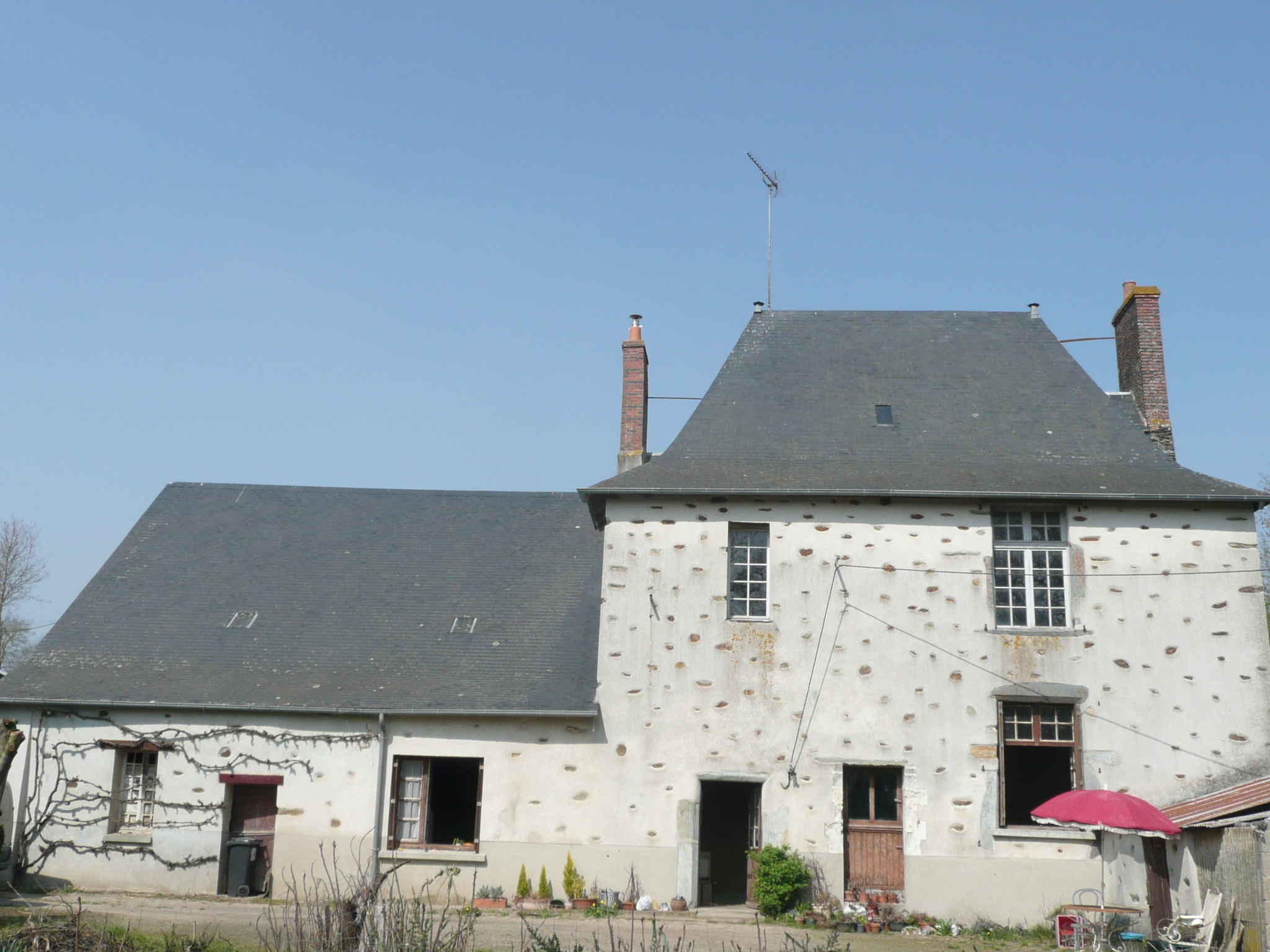
Maison de maître de la seconde moitié du XVII.

L'église Saint-Pierre date en partie du XIIIe siècle. C'est un édifice en grès et en schiste, en forme de croix latine, au chevet plat et avec le clocher en façade. La nef est couverte en berceau et lambrissée de bois ayant été restauré en 1729. Un décor y est peint au XIXe siècle. Les autels du transept sont dédiés à la Vierge et à saint Sébastien,.
La maison de maître au lieu-dit Cochin date probablement de la seconde moitié du XVIIe siècle. Elle se forme d'un corps principal à un étage et de combles, d'une aile en rez-de-chaussée et d'un cellier à l'arrière des bâtiments. À l'intérieur se trouve un escalier rampe-sur-rampe desservant les étages dont les pièces sont séparées par des cloisons en torchis. L'ensemble est construit en moellons de schiste recouvert d'enduit, du grès bleu étant utilisés en encadrement des fenêtres.
La ferme au lieu-dit la Paqueterie date de la fin du XIXe siècle et se compose d'un logis en rez-de-chaussée et d'un grenier dont l'accès se fait à l'aide d'un escalier extérieur placé sur le pignon du bâtiment. L'ensemble comporte également un cellier en appentis et d'étables avec grange à l'étage dont l'accès se fait grâce à deux portes hautes. Les bâtiments sont en schiste et en grès, la brique étant utilisée pour l'encadrement et pour la corniche du logis.

### Personnalités liées à la commune
- Adrien Tigeot, né à Rennes, dont les parents habitaient La Chapelle-Hullin.